# Список дипломатических миссий в Эсватини

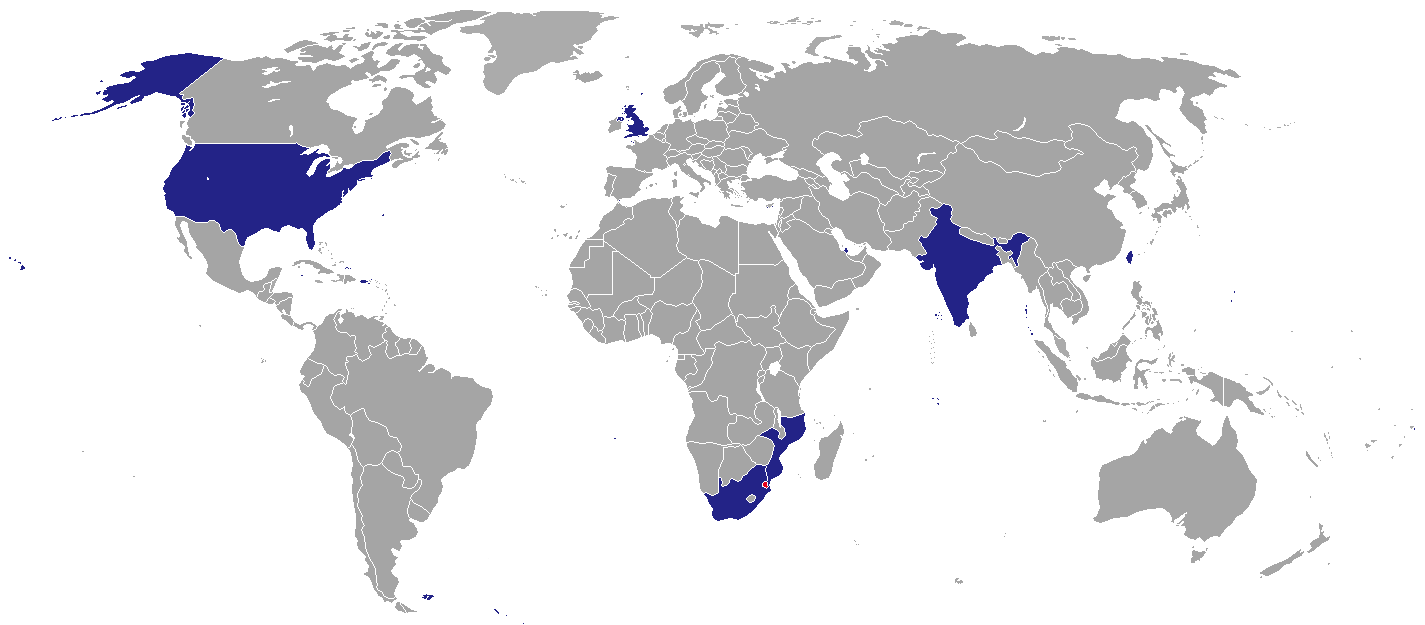
Страны, имеющие официальное дипломатическое представительство в Эсватини.

Ниже представлен список стран, имеющих дипломатическое представительство в Эсватини.

## Страны, имеющие представительство в Мбабане
Всего есть 7 стран, имеющих посольство или представительство в Мбабане, столице Эсватини:
- Индия[1];
- Мозамбик[2];
- США[3];
- Великобритания[4];
- ЮАР[5];
- Катар[6];
- Китайская республика (Тайвань)[7].

Также в городе имеются делегации из Германии и Европейского союза.

## Галерея

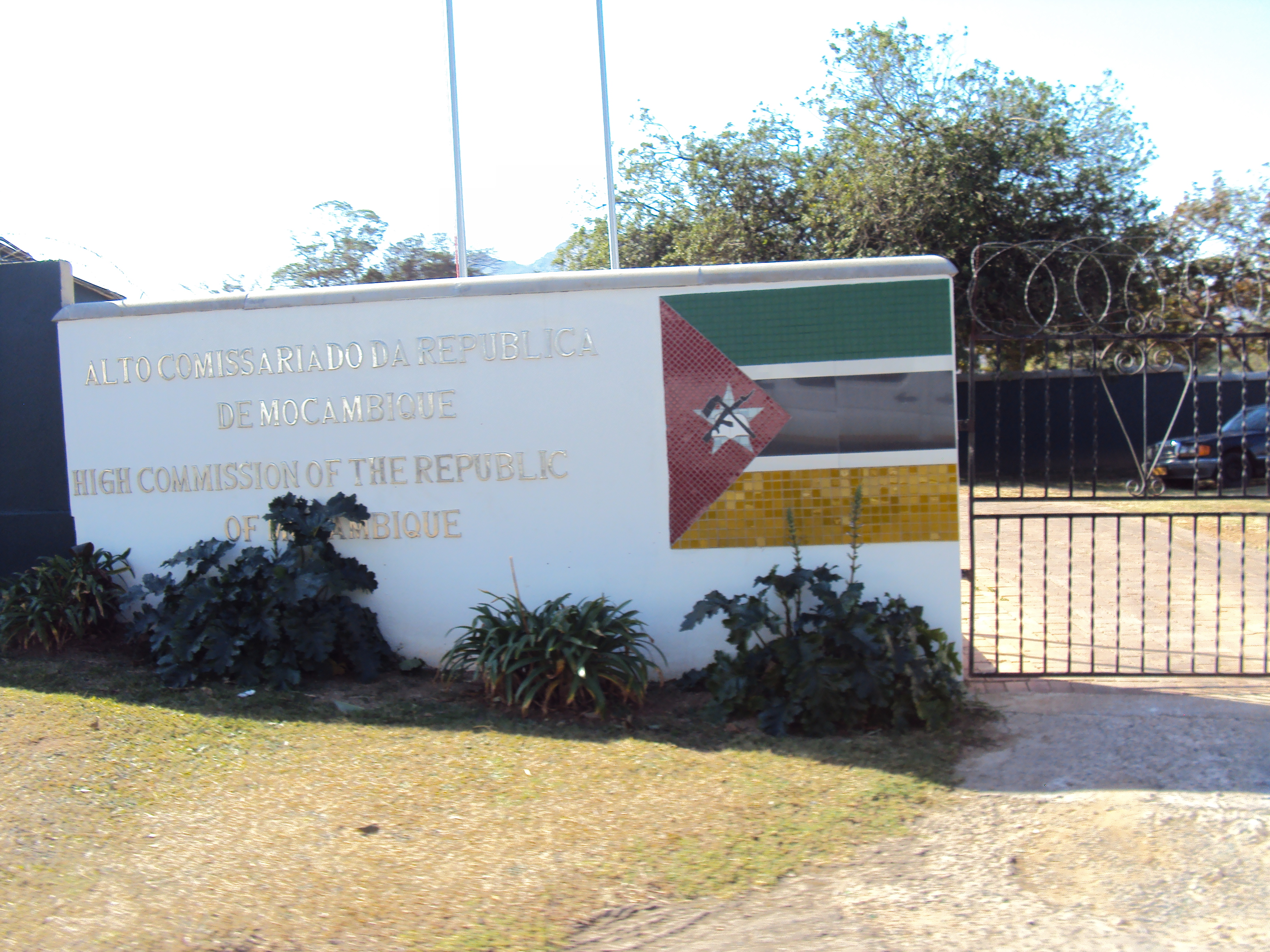
Представительство Мозамбика.
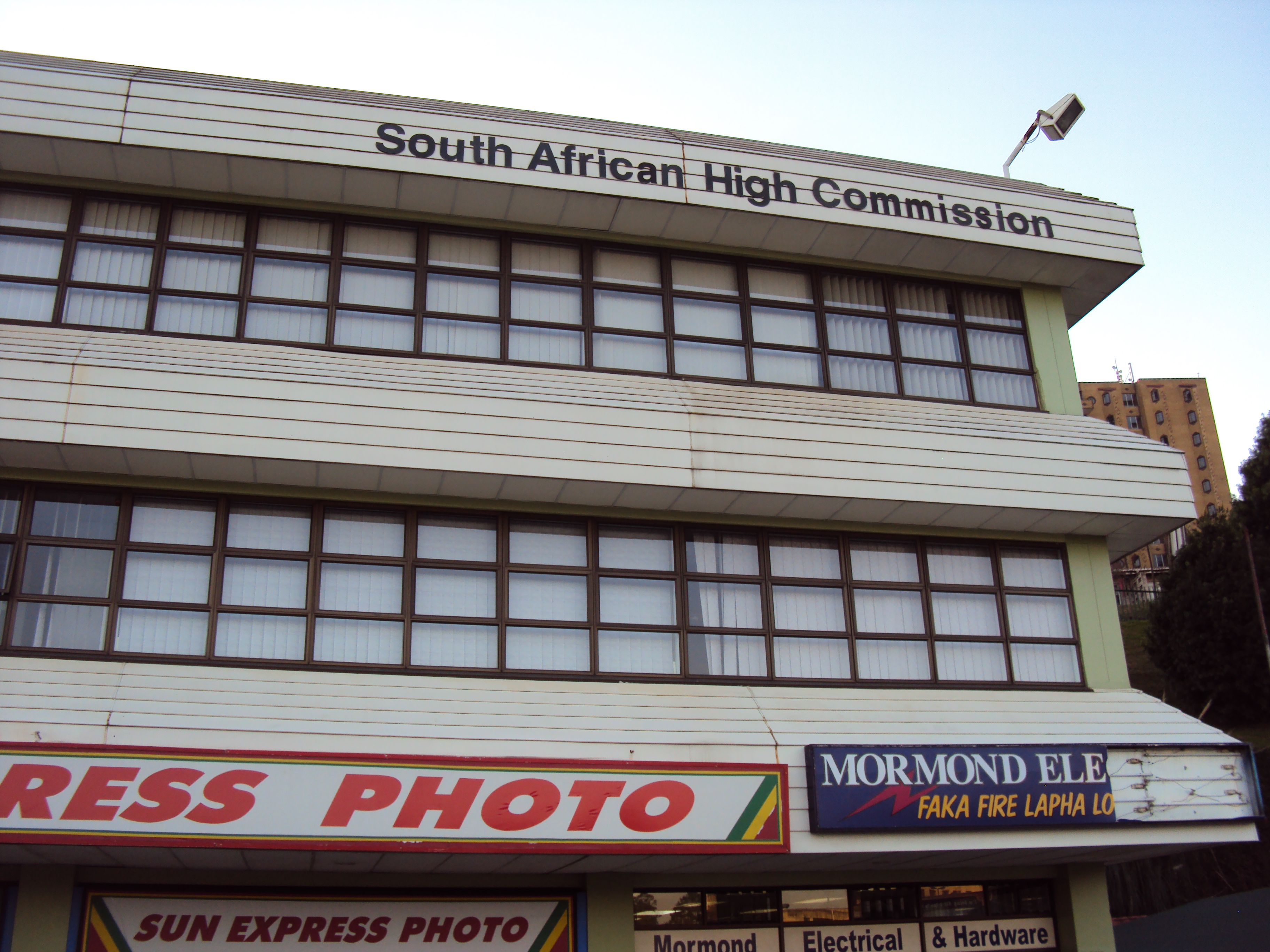
Представительство ЮАР.